# Bolitoglossa colonnea
Bolitoglossa colonnea é uma espécie de anfíbio caudado pertencente à família Plethodontidae, sub-família Plethodontinae.